# ČKD Tatra KT8D5

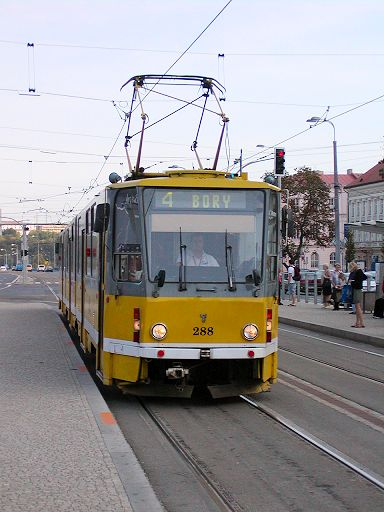
Tatra KT8D5 a csehországi Plzeňben

A Tatra KT8D5 nyolc tengelyes, két vezetőállású, csuklós villamostípus.  Tíz ajtóval rendelkezik, Csehországban a ČKD Tatra gyártotta. Magyarországon az MVK Zrt. üzemeltetett belőlük 18 darabot, már csak 3 darab található meg a cégnél. Sokáig állt a vasgyári telephelyen 4 villamos. 15 villamost Prága városa vásárolt meg korszerűsítés céljából két részletben, 2016-ban 7 db-ot és 2019-ben 8 db-ot.

## Típustörténet
Az első prototípust 1984-ben gyártották, főként a csehországi városi villamosközlekedés korszerűsítése érdekében. A típus ajtóelrendezése rendkívül szokatlan, hiszen az egykori Csehszlovákiában igen ritka volt a kétirányú, kétoldali ajtós Tatra motorkocsi (igaz, a prágai közlekedési vállalat 1979-ben az első két Tatra T5C5-nek belső pályaszámot is adott (8011 és 8012)).  Azóta számtalan variációban készült már el, illetve rengeteg átépítést is ismerünk. A KT8D5R.N1 például egyirányú forgalomra lett átalakítva. A régebbi példányok korszerűsítésükkor elektronikus utastájékoztató rendszert kaptak, helyenként (pl. Kassa) a középrészt alacsonypadlósították.
Miskolcra az első jármű, a 200-as, 1991-ben került. A vadonatúj villamost eredetileg Kassára szántak, ott azonban a megváltozott utazási szokások (a kassai acélmű leépítése) miatt már nem volt szükség ekkora befogadóképességű villamosra, így aztán pályafutása jelentős részét – Prágába kerüléséig – Miskolcon töltötte. Ezt 1992-ben még 9 darab, már használt, de még csak pár éves villamos beszerzése követte. A járművek kezdetben a 2-es, majd a pályafelújítás végeztével az 1-es vonalon jártak. 1996–1997-ben sor került még nyolc villamos beszerzésére, ezúttal a csehországi Most városból, szintén hasonló okok miatt. Köztük van a két prototípus is (210, és 211, melyek a felújítás után is az eredeti színezésüket kapták vissza).
A járművek eredeti színezése piros-fehér, 1998-tól kezdve azonban folyamatosan elkezdték átfesteni őket az MVK Zrt. sárga-kék-zöld színére. Ezzel együtt kisebb korszerűsítést is végrehajtottak rajtuk, például beépített leszállásjelzőt, szelektív ajtónyitást, digitális sebességmérőt, és hangos utastájékoztatót, a 212–217. járművekbe kísérleti jelleggel ideiglenesen rekuperáció (elektromos visszatáplálási rendszer) is beépítésre került. Az eredetileg 2+2 elrendezésű üléssort 2+1-re cserélték, bizonyos példányokban pedig korszerűsítésre került a csuklószerkezet, és újfajta csúszásgátló padlót raktak le. Mindkét oldali vezetőálláson kicserélték a járművezető ablakát egy korszerűbb változatra. Kezdetben a tetőn is volt egy kocka alakú viszonylatjelző, de ezeket rövid használat után leszerelték. A járművek remekül beváltak a napi forgalomban, két évtizedes működésük során mindössze kettőt (210, 213) selejteztek, ezeket is pályafutásuk végén. 2014-ben az új Skoda 26T villamosok érkezésével fokozatosan kivonták őket a forgalomból, az MVK Zrt. eladásra hirdette meg őket. A prágai közlekedési vállalat, amelynek nagy tapasztalatai vannak a típus felújításával kapcsolatban, néhány villamost megvásárolt. Mindössze három jármű marad meg tartaléknak, illetve nosztalgiavillamosnak, melyek többnyire az első, kassai szállításból származnak. A 202-es a nagy sikerű adventi villamos, a 203-as nosztalgiajármű, a 209-es pedig üzemi célokat szolgál (vontatás, járművezetők oktatása, stb.). Ez utóbbi példány 2022-ben visszakapta az érkezéskori piros-fehér festését és a fekete műbőr üléseket.

## Előfordulás

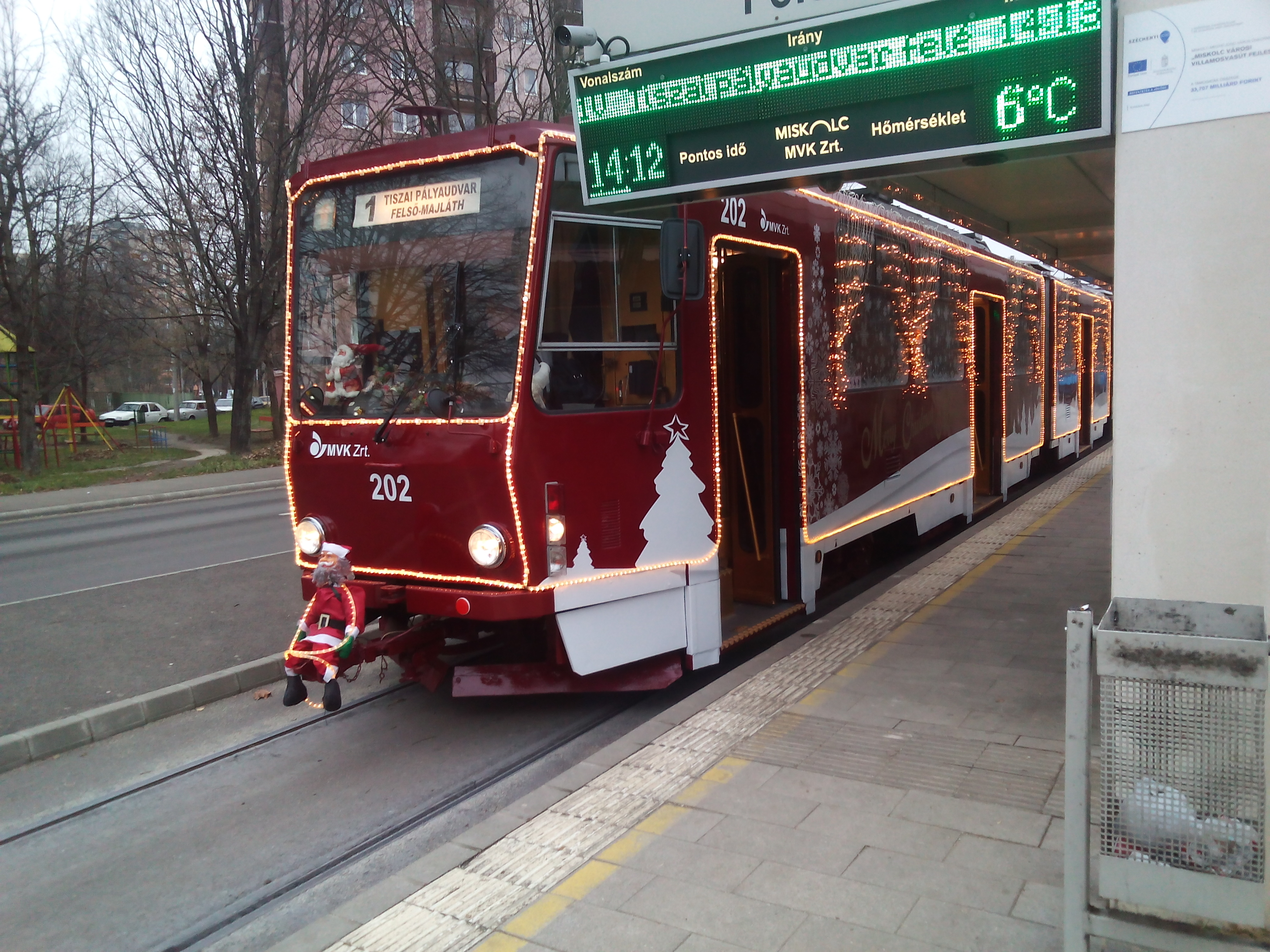
Karácsonyi fényvillamos, Miskolc

1984 és 1999 között 206 darab készült ebből a típusból.
- Bosznia-Hercegovina: Szarajevó
- Oroszország: Moszkva, Volgográd
- Észak-Korea: Phenjan
- Csehország: Brno, Most, Litvínov, Ostrava, Plzeň, Prága
- Szlovákia: Kassa
- Magyarország: Miskolc
- Németország: Strausberg

## Altípusok
- Tatra KT8D5.N2: Brno és Kassa üzemeltet ilyen járműveket. Legjellegzetesebb eltérése a teljesen alacsony padlós középrész. A műbőr bevonatú üléseket szövettel húzták át, a padló csúszásmentes lett, és elektromos utastájékoztató rendszerrel szerelték fel ezeket a felújított villamosokat a 2000-es évek elején. A vezetőállások is kisebb módosításokon estek át.
- Tatra KT8D5R.N1: Ostravában készült ez az altípus. Az egyirányú közlekedtetésre alakították át őket, vagyis a menetirány szerinti bal oldalról kiszerelték az összes ajtót, és az egyik vezetőállást megszüntették, valamint a felette lévő áramszedőt is. Több ülés került a villamosba, és a középső rész itt is teljesen alacsony padlós lett. Szövettel bevont ülések, csúszásmentes padló, elektromos utastájékoztató rendszer, és 2+1 üléselrendezés jellemzi.
- Tatra KT8D5R.N2P: Prága és Plzen üzemelteti őket. Középső része alacsony padlós, amely a többi altípushoz képest egy egészen más konstrukció. Szövetülések és csúszásmentes padló került beszerelésre. A vezetőfülke félkör alakú lett, az irányítás pedig lábpedálok helyett menetkapcsolóval történik. Az elektromos utastájékoztató mellett bekamerázták a járműveket. Új áramszedők, halogén fényszórók, és fényvisszaverő csíkok jellemzik kívülről. Prágában a járműszekrény kívülről is több ponton átalakult.
  - Tatra KT8D5R.N2Pf: A Prágában közlekedő felújított volt miskolci járművek kapták ezt az azonosítást. A vezetőfülkét klímával látták el, ezért van a típus azonosítójában egy "f" (facelift) jelölés. Belül utastájékoztató monitorokkal látták el, kívülről viszont alig tér el a korábbi átalakított járművektől.
- Tatra KT8D5R.N2S: Strausbergben üzemelő típus, amely hasonlóan lett kialakítva a Prágaiakhoz mivel ott korszerűsítették. Középrészén található benne egy LCD kijelző is. Csak 1 db üzemel belőle leginkább tartalék járműként csúcsidőszakokban, minden más esetben Bombardier villamosok közlekednek.